# دتمانسدورف
دتمانسدورف (به آلمانی: Dettmannsdorf) یک شهر در آلمان است که در فرپومرن-روگن واقع شده‌است. دتمانسدورف ۱٬۱۲۶ نفر جمعیت دارد.